# 3680 Саша
3680 Саша (3680 Sasha) — астероїд головного поясу, відкритий 28 червня 1987 року.
Тіссеранів параметр щодо Юпітера — 3,637.